# Darby Allin
Samuel Ratsch (nacido el 7 de enero de 1993) es un luchador profesional estadounidense más conocido como Darby Allin quien actualmente trabaja en All Elite Wrestling (AEW).
A lo largo de su carrera. Allin es conocido por sus apariciones en las promociones de World Wrestling Network, luchando en una posición de alto perfil en Evolve. En sus logros destacan el haber ganado dos veces el Campeonato TNT de AEW y una vez el Campeonato Peso Pesado de NEW.

## Primeros años
Antes de convertirse en un luchador profesional, Allin era un skater profesional. Durante algún tiempo, Allin había vivido sin hogar.

## Carrera

### Circuito independiente (2015-presente)
Allin hizo su debut en la lucha libre profesional en 2015 bajo el nombre de Darby Graves. Allin luchó un puñado de combates antes de ir bajo el nombre de Darby Allin.
En junio de 2017, Allin y Matt Cross fueron derrotados por reDRagon (Bobby Fish & Kyle O'Reilly) en la noche 2 de Defy5 Gigantic. En septiembre de 2017, Allin fue derrotado por Super Crazy. A finales de 2017, Allin hizo su debut en Game Changer Wrestling (GCW). En GCW Line in the Sand, fue derrotado por Nick Gage.
El 3 de junio de 2018, Allin hizo su debut en la empresa mexicana Lucha Libre AAA Worldwide en Verano de Escándalo en un Fatal Six-Way Match que ganó Aero Star. Otros competidores en la lucha fueron Drago, Sammy Guevara, Australian Suicide y Golden Magic.
El 14 de marzo de 2019, Allin fue anunciado como participante en el Progress Wrestling en el torneo de Super Strong Style 16, haciendo su debut en el Reino Unido en el proceso.

### World Wrestling Network (2016-2019)
Allin debutó para World Wrestling Network en Evolve 59 en abril de 2016, perdiendo contra Ethan Page. En Evolve 74, Allin fue derrotado por Brian Cage luego de que Cage hubiera encendido a Allin en una barricada. Allin hizo su debut en Style Battle en enero de 2017, perdiendo ante Dave Crist. Allin hizo su Full Impact Pro a principios de 2017 en FIP Everything Burns, perdiendo un Fight For All. En el mismo programa, Allin, junto con AR Fox, Dave Crist y Sami Callihan derrotaron a Sammy Guevara, Dezmond Xavier, Jason Kincaid y Jason Cade. En Evolve 93, fue derrotado por DJ Z. En enero de 2018, Allin se enfrentó a Zack Sabre Jr. por el Campeonato de Evolve en EVOLVE 98, siendo derrotado.
El 30 de agosto de 2018, se anunció que en Evolve 113, Allin se enfrentaría a la superestrella de NXT, Velveteen Dream. En Evolve 113, Allin fue derrotado por Dream. En Evolve 116, Allin fue derrotado por Mustafa Ali. En Evolve 117, Allin fue derrotado por Kassius Ohno. La noche siguiente en Evolve 118, Allin fue derrotado por Roderick Strong.
Durante el fin de semana de WrestleMania 35 luchó su último lucha en Evolve en Evolve 125. También luchó en el Westside Xtreme Wrestling (wXw) de WWN Amerika Ist Wunderbar y WWN Supershow Mercury Rising ese fin de semana. Ese mismo fin de semana se reveló que iba a terminar su relación de tres años con Evolve y WWN.

### All Elite Wrestling (2019-presente)
Menos de una semana después de abandonar WWN, el 12 de abril de 2019 se reveló que Allin sería un miembro de la lista de la recientemente creada empresa llamada All Elite Wrestling (AEW). El 29 de junio, Allin debutó en Fyter Fest en donde el y Cody terminaron empatados. El 13 de julio, Allin apareció en el evento de AEW Fight for the Fallen haciendo equipo con Jimmy Havoc y Joey Janela, quienes fueron derrotados ante MJF, Sammy Guevara y Shawn Spears.
El 16 de octubre de 2019 en Dynamite, Allin desafió al Campeón Mundial de AEW Chris Jericho en un Philly Street Fight Match por el título antes mencionado, cayendo derrotado después de una interferencia de Jake Hager.
En Bash at the Beach, fue derrotado por PAC. En Double Or Nothing, participó en la Casino Ladder Match por una oportunidad al Campeonato Mundial de AEW 
de Jon Moxley, sin embargo perdió. En All Out, participó en el 21-Men Casino Battle Royale, entrando como parte de la carta de Corazón, eliminando a Rey Fénix y a Ricky Starks, sin embargo fue eliminado por Brian Cage. En Full Gear, derrotó a Cody ganando el Campeonato TNT de AEW por primera vez, después del combate ambos fueron atacados por Brian Cage & Ricky Starks, pero fueron salvados por Will Hobbs, empezando un feudo contra Team Taz. En Dynamite: Winter Is Coming, junto a Cody derrotaron a Team Taz (Ricky Starks & Powerhouse Hobbs), después del combate ambos fueron atacados por Brian Cage pero fueron salvados por Sting. semanas después se unió a Sting en el feudo contra Team Taz (Taz, Brian Cage & Ricky Starks).
Empezando 2021, en New Year's Smash, derrotó al Campeón de la FTW Brian Cage reteniendo el Campeonato TNT de AEW. En Revolution, junto a Sting, derrotaron a Team Taz (Brian Cage & Ricky Starks) en un Street Fight. En el Dynamite del 10 de marzo, derrotó a Scorpio Sky reteniendo el Campeonato TNT de AEW. En el Dynamite del 7 de abril, derrotó a JD Drake reteniendo el Campeonato TNT de AEW. En el Dynamite del 14 de abril, derrotó a Matt Hardy en un Falls Count Anywhere Match y retuvo el Campeonato TNT de AEW. En el Dynamite del 28 de abril, derrotó a 10 reteniendo el Campeonato TNT de AEW. En el Dynamite del 21 de abril, derrotó a Jungle Boy y retuvo el Campeonato TNT de AEW. En el Dynamite del 12 de mayo, fue derrotado por Miro perdiendo el Campeonato TNT de AEW, después del combate, fue atacado por The Mne of the Year (Ethan Page & Scorpio Sky). En Double or Nothing Allin se asoció con Sting para derrotar al equipo de Scorpio Sky y Ethan Page. Derrotó a Page en el primer Coffin Match de AEW en la Noche 1 de Fyter Fest, poniendo fin a su enemistad.
En el episodio del 20 de agosto de AEW Rampage titulado The First Dance, Allin fue desafiado a un combate de pago por evento en All Out por CM Punk, quien había hecho su debut en AEW después de una ausencia de siete años de la lucha libre profesional televisada. Finalmente, Allin perdió ante Punk.
En el episodio del 29 de septiembre de Dynamite, MJF se declaró a sí mismo el pilar más alto de 4 talentos locales que también incluían a Sammy Guevara, Jungle Boy y Allin. Esto llevó a Allin a confrontar a MJF, quien hizo alusiones a que Allin era directo debido a que su tío alcohólico sufrió un accidente automovilístico y murió mientras Allin era solo un niño y estaba en el auto. Allin afirmó que MJF no puede romperlo mentalmente y se negó a atacar.
La semana siguiente en Dynamite Allin tuvo una entrevista con Jim Ross reiterando la historia sobre su tío y diciendo que las declaraciones de MJF eran ciertas. Diciendo que la razón por la que pinta la mitad de su rostro es porque la mitad de él está muerta por dentro, donde moran la falta de confianza en otras personas, la ira y el resentimiento. Más tarde, mientras salía de la arena, Allin fue atacado por 5 asaltantes enmascarados en el estacionamiento, se presume que fue The Pinnacle.

## Vida personal
Allin estuvo casado con la luchadora estadounidense Priscilla Kelly. El 10 de agosto de 2020, Kelly anunció que la pareja se habían divorciado.

## Campeonatos y logros
- All Elite Wrestling
  - AEW TNT Championship (2 veces)
  - AEW World Tag Team Championship (1 vez) – con Sting
  - Rampage Battle Royale (2023)
  - Dynamite Award (1 vez)
    - Breakout del Año (masculino) (2021)

- Northeast Wrestling
  - NEW Heavyweight Championship (1 vez)[18]

- Style Battle
  - Style Battle (7)

- Pro Wrestling Illustrated
  - Situado en el Nº433 en los PWI 500 de 2018[19]
  - Situado en el Nº394 en los PWI 500 de 2019[20]
  - Situado en el Nº55 en los PWI 500 de 2020[21]
  - Situado en el Nº14 en los PWI 500 de 2021[22]
  - Situado en el Nº45 en los PWI 500 de 2022[23]

- Wrestling Observer Newsletter
  - WON No-Peso Pesado MVP (2021)